# Wiebeck
Die Wiebeck ist ein linksseitiger, etwa 8 km langer Zufluss der Eine im Landkreis Mansfeld-Südharz in Sachsen-Anhalt.

## Verlauf
Die Wiebeck entspringt zwei Quellen. Diese Quellen befinden sich in und südöstlich von Molmerswende. Der Bach fließt überwiegend in östliche Richtung. Er durchfließt bewaldetes und ackerbaulich genutztes Gebiet. Am Bachlauf befindet sich nur eine Ortschaft. Diese Ortschaft ist Molmerswende.